# Маршовий двигун

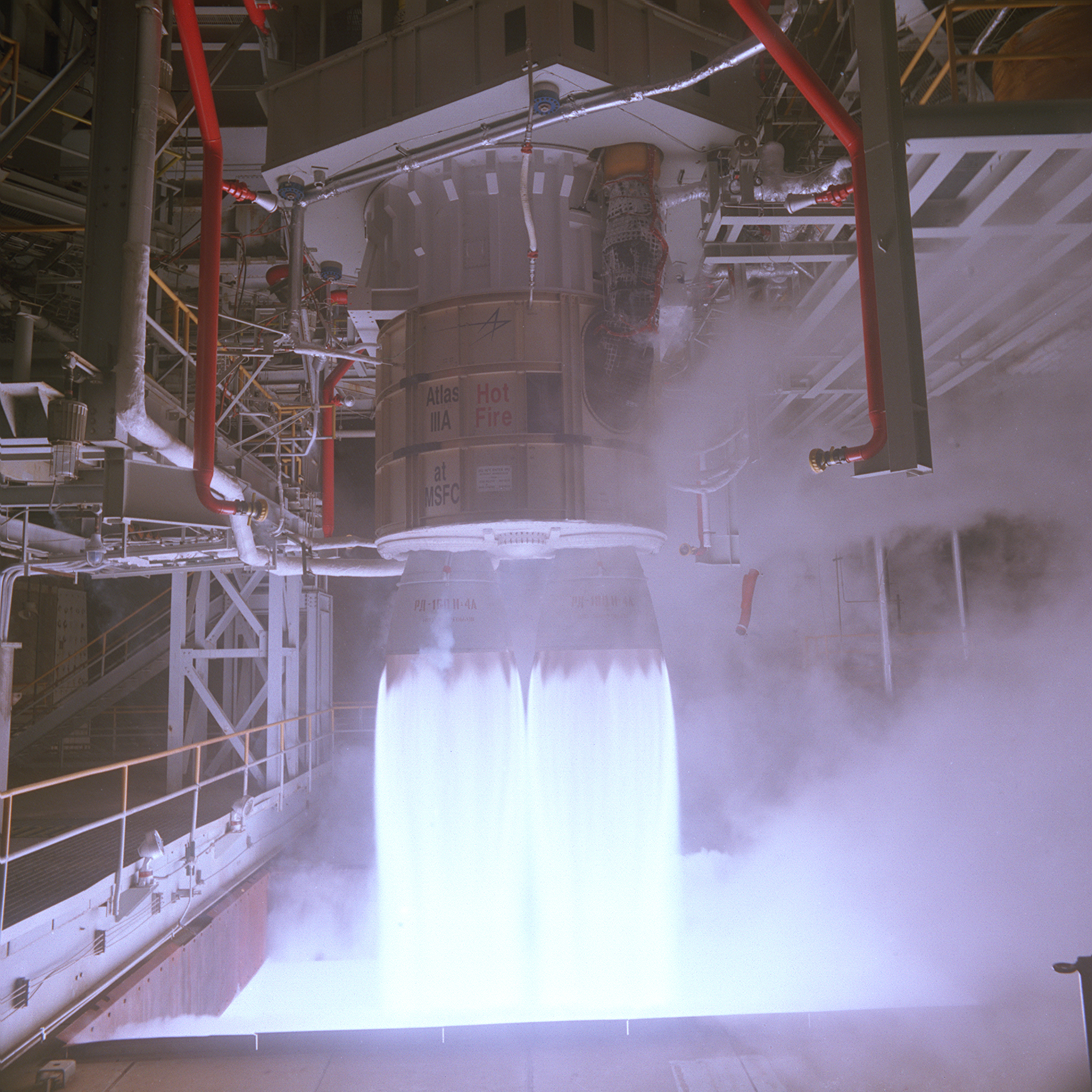
Ракетний двигун РД-180 на випробувальному стенді в США

Маршовий двигун — основний двигун літального апарата, призначений для приведення його в рух. Працює до досягнення апаратом його мети або до кінця активної ділянки польоту апарата чи ступені багатоступеневої ракети. Назва служить для відмінності від двигунів стартових або розгінних прискорювачів, рульових, орієнтаційних, та інших допоміжних двигунів літального апарата.
За видом пального поділяються на такі види:
- Рідинні ракетні двигуни
- Твердопаливні ракетні двигуни
- Гібридні ракетні двигуни